# Ostra (Suceava)
Pour les articles homonymes, voir Ostra.
Ostra est une commune roumaine située dans le județ de Suceava.